# Lars Bergström (fysiker)
Lars Bergström, född 12 mars 1952, är en svensk partikelfysiker. Han är professor i teoretisk fysik med astropartikelfysik som specialitet, vid Stockholms universitet (SU), campus AlbaNova.

## Forskarkarriär
Astropartikelfysik är en relativt ny disciplin inom fysiken, som visar på samband mellan de minsta beståndsdelarna och det gigantiskt stora universum  – högenergiastrofysik. Bergström är en av de första astropartikelfysikerna i Sverige och har därför spelat en viktig roll i utformningen av områdets teoretiska innehåll. Han är en uppskattad pedagog som föreläser på alla nivåer, från avancerade fysikkurser på doktorandnivå till ”Fysik för poeter”, som ett led i ett aktivt arbete för att göra fysiken begriplig för flertalet. Analogier från konstens, musikens och litteraturens värld blir till hjälp att fördjupa förståelsen av begrepp som annars är mycket abstrakta.
Bergström har varit involverad i flera internationella forskningsprojekt som exempelvis neutrinoteleskopet AMANDA vid Sydpolen. Han är också en i den svenska gruppen av dess fortsättning ICE-Cube och i arbetet med den nya satelliten för gammaastronomi, Fermi Gamma-ray Space Telescope, som är ett samarbete mellan forskare i USA, Italien, Frankrike, Japan och Sverige. Dessa projekt har i hög grad koppling till kosmologi, där bland annat universums geometri, och dess materie- och energi-innehåll kan studeras.  
Härtill är Bergström nu [när?] direktör och ordförande för styrgruppen i forskarsamarbetet Oskar Klein Centre kring kosmisk partikelfysik vid Albanova, som 2008 utsågs till en av 20 nya Linnémiljöer av Vetenskapsrådet med finansiellt stöd om 70 MSEK fördelade på 10 år. Dess avsikt är att skapa och driva en exceptionellt framstående forskningsmiljö för högenergiastrofysik och kosmologi inom Stockholms universitet och KTH, som kan söka svaren på några av de mest grundläggande frågorna om hur universum fungerar.
Bergström är sedan 2001 ledamot av Kungliga Vetenskapsakademien och var 2004–2015 sekreterare i Vetenskapsakademiens Nobelkommitté för fysik.

## Publikationer i urval
- Papers listade på Smithsonian/NASA Astrophysics Data System (ADS)

- Lars Bergström & Ariel Goobar, Cosmology and Particle Astrophysics, 2:nd ed. Springer (2004). ISBN 3-540-43128-4

### Externa sidor
- Stockholms universitet - Lars Bergström
- Oskar Klein Centre webbplats